# Топп, Кеке
Кеке Максимилиан Топп (нем. Keke Maximilian Topp; родился 25 марта 2004) — немецкий футболист, нападающий клуба «Вердер».

## Клубная карьера
Выступал за молодёжные команды «Гнарренбург» и «Вердер». В марте 2021 года присоединился к футбольной академии клуба «Шальке 04». 4 декабря 2021 года дебютировал в основном составе «Шальке 04» в матче Второй Бундеслиги против «Санкт-Паули». 9 апреля 2023 года дебютировал в немецкой Бундеслиге, выйдя на замену в матче против «Хоффенхайма».

## Карьера в сборной
Выступал за сборные Германии до 16, до 19, до 20 лет и до 21 года.